# Ernesto Juárez
Ernesto Humberto Juárez (San Miguel de Tucumán, Tucumán; 16 de diciembre de 1934) es un exfutbolista argentino. Se desempeñaba como delantero y formó parte de la Selección Argentina durante la década de 1960.

## Carrera

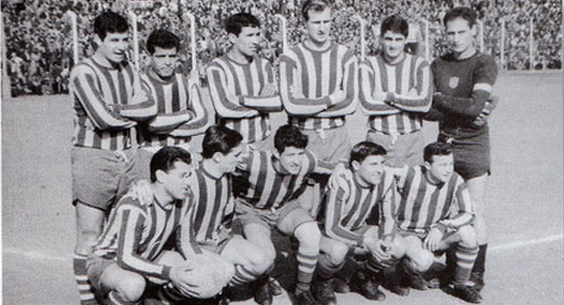
Rosario Central en 1964. Parados: Domingo Aranda, Néstor Cardoso, José Casares, Norberto Bautista, Gualberto Muggione, Edgardo Andrada; hincados: Ernesto Juárez, Néstor Borgogno, Miguel Loayza, Néstor Manfredi, Ricardo Giménez.

Desempeñándose preferentemente como puntero derecho, Juárez debutó en un equipo mayor a los 15 años, defendiendo la casaca de un club de su barrio, Villa 9 de Julio, en la segunda división de la Federación Tucumana. En la temporada 1950 obtuvo el título de la categoría. Sus buenas actuaciones le valieron ser transferido a Sportivo Guzmán, club también de su barrio pero de primera división. Comenzó a ser convocado para la Selección Tucumana, lo que le permitió ser visto por clubes de otros puntos del país. Así, Ferro Carril Oeste se hizo de sus servicios en 1955. Disputó seis temporadas con la casaca verde; le tocó descender de categoría en 1957 y recuperarla al año siguiente coronándose en el torneo de Segunda División.
Pasó luego a Huracán, donde a partir de sus muy buenos rendimientos fue convocado a la Selección Argentina. Completó el Campeonato de Primera División 1963 para River Plate, y a la temporada siguiente firmó con Rosario Central. En el cuadro canalla jugó durante dos temporadas (1964-1965) un total de 42 partidos con 6 goles convertidos.
Luego de un nuevo ciclo en Huracán, emigró al fútbol paraguayo, alistándose en Guaraní; se consagró campeón de Primera División en 1967. Cerró su carrera vistiendo la casaca de Libertad en 1960.

## Clubes
| Club                       | País      | Año       |
| -------------------------- | --------- | --------- |
| Villa 9 de Julio (Tucumán) | Argentina | 1949-1952 |
| Sportivo Guzmán            | Argentina | 1953-1954 |
| Ferro Carril Oeste         | Argentina | 1955-1960 |
| Huracán                    | Argentina | 1961-1963 |
| River Plate                | Argentina | 1963      |
| Rosario Central            | Argentina | 1964-1965 |
| Huracán                    | Argentina | 1966      |
| Guaraní                    | Paraguay  | 1967-1968 |
| Libertad                   | Paraguay  | 1969-1970 |

## Selección nacional
Disputó 11 partidos y convirtió 2 goles con la casaca albiceleste. Sus primeras convocatorias fueron durante 1962, disputando las copas Lipton frente a Uruguay y Dittborn ante Chile, alzándose con ambos trofeos. Al año siguiente disṕutó el Campeonato Sudamericano en Bolivia. Jugó los seis partidos de su equipo, convirtiendo un gol frente a Brasil. Argentina finalizó en el tercer puesto. Ese mismo año tuvo sus dos últimos partidos en la albiceleste; fueron en Brasil ante el local por la Copa Roca de 1963. Juárez marcó un gol en la victoria argentina 3-2 en el cotejo de ida.

### Participaciones en la Copa América
| Copa                         | Sede    | Resultado     | PJ | Goles |
| ---------------------------- | ------- | ------------- | -- | ----- |
| Campeonato Sudamericano 1963 | Bolivia | Tercer puesto | 6  | 1     |

### Partidos en la Selección
| Torneo            | Fecha      | Estadio                    | Rival    | Resultado | Goles |
| ----------------- | ---------- | -------------------------- | -------- | --------- | ----- |
| Copa Lipton       | 15-08-1962 | River Plate, Buenos Aires  | Uruguay  | 3-1       | 0     |
| Copa Dittborn     | 07-11-1962 | Nacional, Santiago         | Chile    | 1-1       | 0     |
| Copa Dittborn     | 21-11-1962 | River Plate, Buenos Aires  | Chile    | 1-0       | 0     |
| Sudamericano 1963 | 10-03-1963 | Félix Capriles, Cochabamba | Colombia | 4-2       | 0     |
| Sudamericano 1963 | 13-03-1963 | Félix Capriles, Cochabamba | Perú     | 1-2       | 0     |
| Sudamericano 1963 | 20-03-1963 | Félix Capriles, Cochabamba | Ecuador  | 4-2       | 0     |
| Sudamericano 1963 | 24-03-1963 | Hernando Siles, La Paz     | Brasil   | 3-0       | 1     |
| Sudamericano 1963 | 28-03-1963 | Hernando Siles, La Paz     | Bolivia  | 2-3       | 0     |
| Sudamericano 1963 | 31-03-1963 | Hernando Siles, La Paz     | Paraguay | 1-1       | 0     |
| Copa Roca         | 13-04-1963 | Morumbi, São Paulo         | Brasil   | 3-2       | 1     |
| Copa Roca         | 16-04-1963 | Maracaná, Río de Janeiro   | Brasil   | 2-5       | 0     |

## Palmarés

### Títulos internacionales
| Selección | Título        | Año  |
| --------- | ------------- | ---- |
| Argentina | Copa Lipton   | 1962 |
| Argentina | Copa Dittborn | 1962 |

### Títulos nacionales
| Equipo             | País      | Título           | Año  |
| ------------------ | --------- | ---------------- | ---- |
| Ferro Carril Oeste | Argentina | Segunda División | 1958 |
| Guaraní            | Paraguay  | Primera División | 1967 |

### Títulos regionales
| Equipo           | Liga     | País      | Título           | Año  |
| ---------------- | -------- | --------- | ---------------- | ---- |
| Villa 9 de Julio | Tucumana | Argentina | Segunda División | 1950 |